# Becicherecu Mic
Becicherecu Mic es una comuna ubicada en el distrito de Timiș, Rumania.

## Superficie
Posee una superficie de 46,65 kilómetros cuadrados.

## Demografía
Hasta 2021 la población era de 2875 habitantes, con una densidad de población de 61,63 habitantes por kilómetro cuadrado.